# Ghoghardiha
Ghoghardiha is een notified area in het district Madhubani van de Indiase staat Bihar. 

## Demografie
Volgens de Indiase volkstelling van 2001 wonen er 14.523 mensen in Ghoghardiha, waarvan 51% mannelijk en 49% vrouwelijk is. De plaats heeft een alfabetiseringsgraad van 43%. 